# Alfa Romeo Kamal
El Alfa Romeo Kamal es un prototipo de automóvil SUV crossover diseñado por el fabricante de automóviles italiano Alfa Romeo y desarrollado por Elasis, bajo el código de proyecto 921. El Kamal fue presentado en el Salón del Automóvil de Ginebra de 2003. El vehículo utilizaba la plataforma del Alfa Romeo 147 y su lanzamiento estaba previsto inicialmente para 2007. La marca también tenía previsto regresar a Estados Unidos en 2007.
Durante las etapas de desarrollo, Alfa Romeo utilizó el nombre del proyecto CXover. Kamal significa «loto» en sánscrito. El término significa «perfección» o «síntesis de opuestos» en árabe. Alfa Romeo finalmente lanzó un nuevo SUV crossover de producción, el Alfa Romeo Stelvio, a fines de 2016, cuyas ventas comenzaron al año siguiente.
El diseño exterior del modelo transparente fue desarrollado por Alessandro Dambrosio y Tori Odagiri del Centro Stile Alfa Romeo, bajo la supervisión de Wolfgang Egger. El modelo fue construido por Stola entre 2002 y 2003.
El vehículo fue diseñado para combinar dos conceptos aparentemente opuestos —deportividad y utilidad— en el concepto de SUV, que cada vez ganaba más popularidad en el mercado automotriz. Su nombre, de origen árabe, significa "síntesis de opuestos". De hecho, el coche representa uno de los primeros, si no el primero, ejemplos de un crossover compacto europeo, un tipo de vehículo que apareció por primera vez en el mercado tres años después, en 2006, y que rápidamente se convirtió en un éxito comercial, integrándose en la gama de productos de numerosos fabricantes de automóviles.
El coche tiene unas dimensiones relativamente compactas y una línea muy deportiva, dada tanto por la particular disposición de los volúmenes como por las líneas que caracterizan el perfil estético.
La carrocería, a pesar de estar elevada del suelo, tiene un centro de gravedad más bajo que el de otros SUV, lo que mejora el coeficiente aerodinámico, la estabilidad y, por consiguiente, el rendimiento. Conserva las características y proporciones de un deportivo, típicamente asociadas a un Gran Turismo, con un techo retraído y un frontal bastante largo (el capó cubre un tercio de la longitud del vehículo), lo que lo distingue de la línea tradicional de monovolúmenes.

### Perfil estético
La carrocería se caracteriza por líneas suaves que contrastan con grandes curvaturas y efectos de luz que le otorgan al vehículo un aspecto dinámico. La línea de cintura presenta una onda muy pronunciada en el centro del lateral, aligerándola. El frontal presenta un parachoques prácticamente ausente, totalmente integrado con la línea del coche sin voladizos, manteniendo así una superficie limpia. Esta sensación se crea gracias a los dos grandes bigotes tallados en el propio parachoques, que incorporan los faros antiniebla. Con esta particular elección estilística, ya adoptada por el fabricante de Arese en el prototipo Alfa Romeo Nuvola, los bigotes presentan un fino borde elevado. Otro elemento distintivo del fabricante italiano es el escudo, que en el prototipo no tiene parrilla, en consonancia con el carácter deportivo del vehículo.
En la parte trasera, a pesar de ser relativamente grande en comparación con la delantera, el Kamal mantiene un estilo deportivo. Los grupos ópticos traseros tienen un perfil muy sencillo y están ubicados a gran altura, a ras de la luneta trasera, que presenta el distintivo perfil en V característico de los modelos Alfa Romeo de dos volúmenes, como el Alfa 145 y el Alfa 147, y por lo tanto también del Kamal.

### Funciones de utilidad
Si bien la disposición de los volúmenes y sobre todo la línea estética priorizan la deportividad, el concepto de SUV y por tanto también el concepto de utilidad se expresa en el Kamal a través de algunas medidas de versatilidad y características ergonómicas del coche.
El prototipo cuenta con cuatro puertas y un portón trasero. Las cuatro puertas se abren como un libro (las dos delanteras y las dos traseras son abatibles), lo que facilita el acceso al vehículo, no solo para acceder a los asientos traseros, sino también para cargar y descargar objetos voluminosos. Otras soluciones adoptadas para mejorar la accesibilidad incluyen la opción de abrir la ventana trasera de forma independiente o junto con el portón, y la posibilidad de abatir la parte inferior del maletero para que quede a ras del suelo, equipado con una rampa abatible que llega hasta el suelo para facilitar la carga. La capacidad estimada del maletero es de 400 litros, ampliable gracias al clásico sistema de asientos traseros abatibles.

### Características técnicas y mecánicas
El coche mide 435 cm de largo, 186 cm de ancho y 162 cm de alto.
El Kamal tiene tracción integral permanente con tres diferenciales de tecnología Torsen y suspensión delantera y trasera de doble horquilla.
El prototipo está equipado con un motor V6 de 3179 cm³ que entrega 250 CV de potencia máxima, el mismo motor que el 147 GTA, la velocidad máxima declarada es de 200 km/h.